# Allsvenskan i handboll för herrar 1946/1947
Allsvenskan i handboll 1946/1947 vanns av Redbergslids IK. Inför 1946-47 års serie hyste man stora förhoppningar i RIK att upprepa fjolårssegern. Det började dock illa med förlust 3-9 mot nykomlingen IFK Kristianstad och efter 6 matcher hade man endast skrapat ihop fyra poäng. Därefter följde emellertid 10 raka matcher utan nederlag och efter 16 omgångar hade man hunnit ikapp och förbi de ledande K-lagen, IFK Karlskrona och IFK Kristianstad. Men i näst sista matchen kom ett nederlag mot den andra nykomlingen Skövde AIK med 5-7. Det betydde att det blev en ren seriefinal i sista omgången mot Kristianstad. Men nu körde man helt över skåningarna och i halvtid stod det 5-0 sedan Henry Öberg varit omutlig. Till slut blev det hela 11-3 och guldet hade än en gång säkrats. 

## Slutställning
| Nr | Lag                  | S  | V  | O | F  | GM  | IM  | MS  | P  |
| -- | -------------------- | -- | -- | - | -- | --- | --- | --- | -- |
| 1  | Redbergslids IK      | 18 | 12 | 1 | 5  | 205 | 139 | +66 | 25 |
| 2  | IFK Karlskrona       | 18 | 11 | 3 | 4  | 197 | 139 | +58 | 25 |
| 3  | IFK Kristianstad (U) | 18 | 12 | 0 | 6  | 198 | 185 | +13 | 24 |
| 4  | Majornas IK          | 18 | 10 | 0 | 8  | 218 | 208 | +10 | 20 |
| 5  | Skövde AIK (U)       | 18 | 9  | 0 | 9  | 171 | 167 | +4  | 18 |
| 6  | Västerås IK          | 18 | 8  | 2 | 8  | 164 | 179 | −15 | 18 |
| 7  | Västerås HF          | 18 | 9  | 0 | 9  | 183 | 205 | −22 | 18 |
| 8  | Ystads IF            | 18 | 6  | 4 | 8  | 162 | 166 | −4  | 16 |
| 9  | SoIK Hellas          | 18 | 5  | 2 | 11 | 154 | 180 | −26 | 12 |
| 10 | IK Göta              | 18 | 2  | 0 | 16 | 150 | 234 | −84 | 4  |

Allsvenska seriesegrare: RIK: Olle Juthage, Holger Karlsson, Valter Larsson, Bertil Lundberg, Lars-Erik Olsson, Gösta Swerin, Sten Åkerstedt, Henry Öberg, Rolf Andreasson, Hans Olsson, Nils Kimfors, Arne Nilsson.

## Skytteligan[1]
| Namn               | Klubb            | Antal mål | Antal matcher | Målsnitt |
| ------------------ | ---------------- | --------- | ------------- | -------- |
| Åke Moberg         | IFK Kristianstad | 52        | 18            | 2.88     |
| Nils Julin         | Västerås HF      | 50        | 18            | 2.77     |
| Olle Erwing        | IFK Karlskrona   | 47        | 18            | 2.61     |
| Torsten Henriksson | Majornas IK      | 43        | 18            | 2.38     |
| Sven Jönsson       | IFK Karlskrona   | 42        | 18            | 2.33     |

### Fotnoter
1. ↑  Lyberg (red), Wolf (1953). Boken om handboll. sid. 128. Läst 30 januari 2019